# Trickyleaks
|  | Sammenskrivningsforslag Artiklen Trickyleaks er foreslået føjet ind i Rune Klan. (Siden september 2020) Diskutér forslaget |

Trickyleaks er en danskproduceret komedieserie lavet af komikeren og tryllekunstneren, Rune Klan, der udelukkende udgives online. Trickyleaks gik i luften d. 3. april 2015 kl. 12.00.
Alle episoder er optaget i one-take, altså uden klipning, og foregår på forskellige lokationer.

## Afsnit
| Nr. | Titel             | Gæst(er)                                                | Release dato  | Længde (mins) |
| 1   | 40-årskrisen      | Klaus Mulbjerg, Christel Stjernebjerg, Daniel Rosenfeld | 3. april 2015 | 12:15         |
| 2   | Sleeping Bad      | Klaus Mulbjerg                                          | 3. april 2015 | 12:06         |
| 3   | Finanskrisen      |                                                         |               | 11:17         |
| 4   | Pakken            |                                                         |               | 12:13         |
| 5   | Overlevelsesturen |                                                         |               | 12:36         |
| 6   | Hytten            |                                                         |               | 12:55         |
| --- | ----------------- | ------------------------------------------------------- | ------------- | ------------- |